# Vladimer Chintjegasjvili
Vladimer Chintjegasjvili (georgiska: ვლადიმერ ხინჩეგაშვილი), född 18 april 1991 i Gori, Georgien, är en georgisk brottare som tog OS-silver i bantamviktsbrottning vid de olympiska brottningstävlingarna 2012 i London. Vid olympiska sommarspelen 2016 i Rio de Janeiro tog han guld i 57-kilosklassen i fristil.